# Donard
Donard is een plaats in het Ierse graafschap Wicklow. De plaats telt 201 inwoners.